# Declaració Universal sobre els Arxius

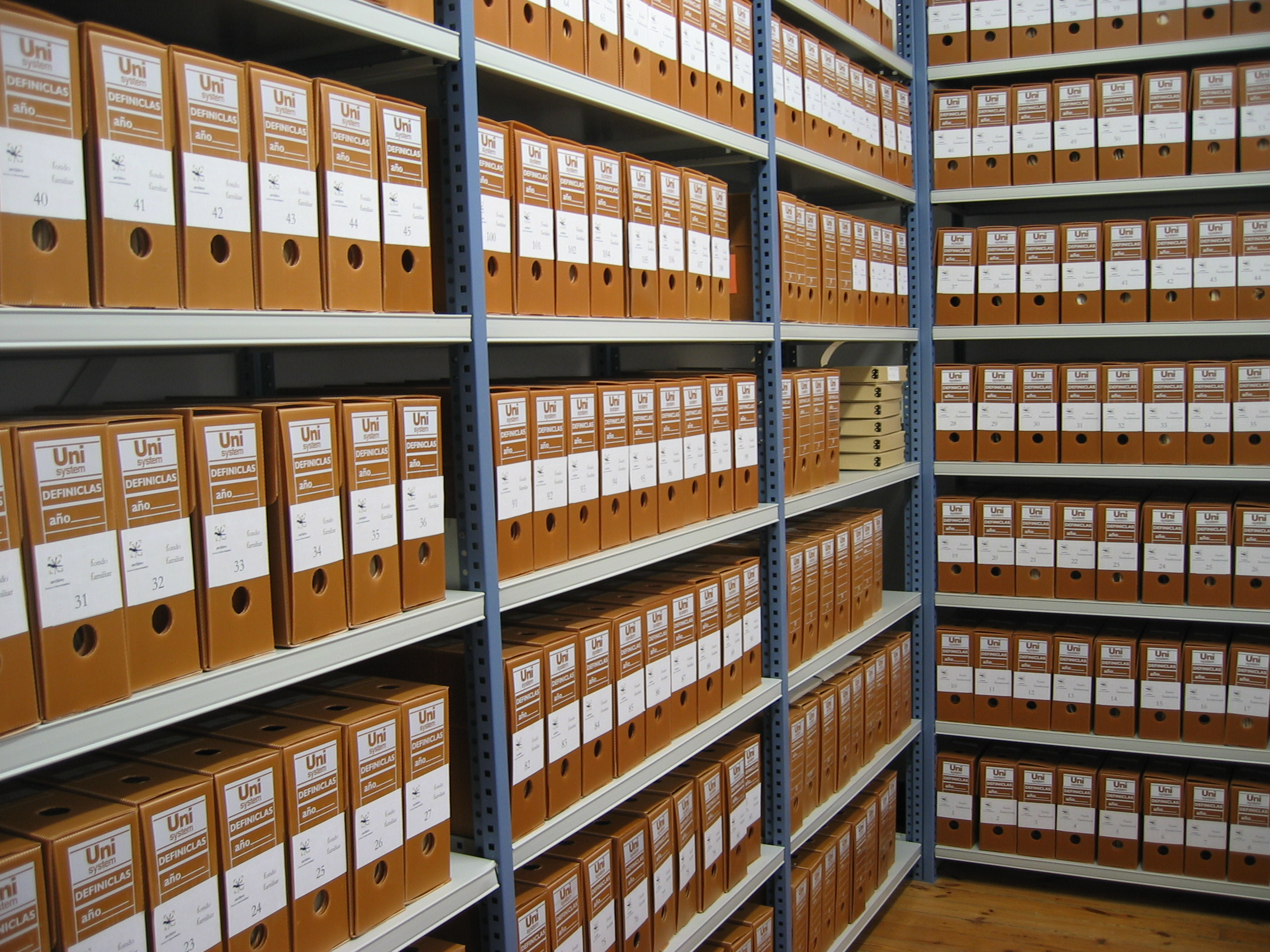
Fons d'arxiu

La Declaració Universal sobre els Arxius (DUA) –en castellà: Declaración Internacional sobre los Archivos, en anglès: Universal Declaration Archives, en francès: Déclaration Universelle sur les Archives– va ser elaborada i aprovada l'any 2010 pel Consell Internacional d'Arxius (ICA) i adoptada per la Conferència General de la UNESCO el novembre de 2011. És l'expressió de les exigències fonamentals dels professionals de l'arxivística i la gestió de documents, amb independència de les cultures. Té la finalitat de reconèixer el paper clau dels arxius, tant en la transparència administrativa i en la rendició de comptes democràtica, com en la preservació de la memòria social col·lectiva, i en la investigació històrica. Així doncs, reconeix «el caràcter essencial dels arxius per a garantir una gestió eficaç, responsable i transparent i per a protegir els drets de la ciutadania», és a dir, només les organitzacions, tant públiques com privades, que comptin amb els arxivers com a únics professionals qualificats encarregats del control sobre la gestió de la documentació des del seu origen, podran garantir-ne l'autenticitat, fiabilitat, integritat i ús.
A Catalunya hi ha diverses institucions públiques pioneres a tot Europa en l'adopció de la Declaració Universal sobre els Arxius. Es tracta de la Diputació de Girona, que l'adoptà el 18 de juny de 2013; el Parlament de Catalunya, que ho feu el 17 de juliol d'aquest mateix any; l'Arxiu Municipal de Roses, que adoptà l'esmentat acord el 2 de setembre de 2013, o la Diputació de Barcelona, que l'adoptà el 12 de novembre del 2013.

## Redacció
La Secció d'Associacions Professionals (SPA), del Consell Internacional d'Arxius, va crear un grup de treball internacional, per desenvolupar un text que pogués ser entenedor per a tothom, tenint en compte les diferències del llenguatge, cultural i arxivístiques. Des d'aleshores la comunitat arxivística internacional ha treballat perquè aquest projecte pogués ser aprovat per la UNESCO, i un cop aconseguit aquest objectiu la Declaració Universal sobre els Arxius podrà ser utilitzada amb eficàcia pels arxivers. Cal dir que l'Associació d'Arxivers de Catalunya, com a membre del Consell Internacional d'Arxius, va participar activament en la redacció i aprovació de la Declaració Universal sobre els Arxius.

## Punts principals
Tal com podem trobar a un text sobre la Declaració Universal sobre els Arxius en International Council on Archives, hem de tenir present que aquesta declaració va ser redactada i pensada com una declaració d'intensions sobre els arxius. S'ha treballat per adoptar i reforçar polítiques i lleis apropiades per la tasca dels arxius. Perquè la gestió d'aquests últims sigui valorada i exercida en tots els organismes públics i privats. Els dotin de tots els recursos necessaris per a dur a terme una administració adequada. I perquè els arxius siguin ben gestionats i preservats per assegurar la seva fiabilitat, autenticitat i bon ús. A més de donar facilitat d'accés a tothom, però respectant les lleis i drets de les persones, dels creadors, propietaris i usuaris. Finalment, amb la finalitat que els arxius siguin utilitzats per promoure l'exercici responsable de la ciutadania, a través d'un camí de transparència respecte qualsevol acció de l'administració i organització.

## Dia Internacional dels Arxius
El Consell Internacional d'Arxius va ser creat per la UNESCO el 9 de juny de 1948, data per la qual des de l'any 2007, es va començar a celebrar cada any el Dia Internacional dels Arxius, com a commemoració d'aquesta creació. L'ICA va ser creada amb l'objectiu de defensar la conservació i protecció de qualsevol tipus de documentació, reunint així totes les institucions arxivístiques i professionals internacionals. D'ençà que es va crear s'ha fet un seguit de normes i documents per garantir una gestió eficaç de les diverses organitzacions existents, a més de donar difusió dels documents d'arxiu, protecció del patrimoni documental i accessibilitat dels ciutadans per consultar qualsevol tipus de document.